# منزلق

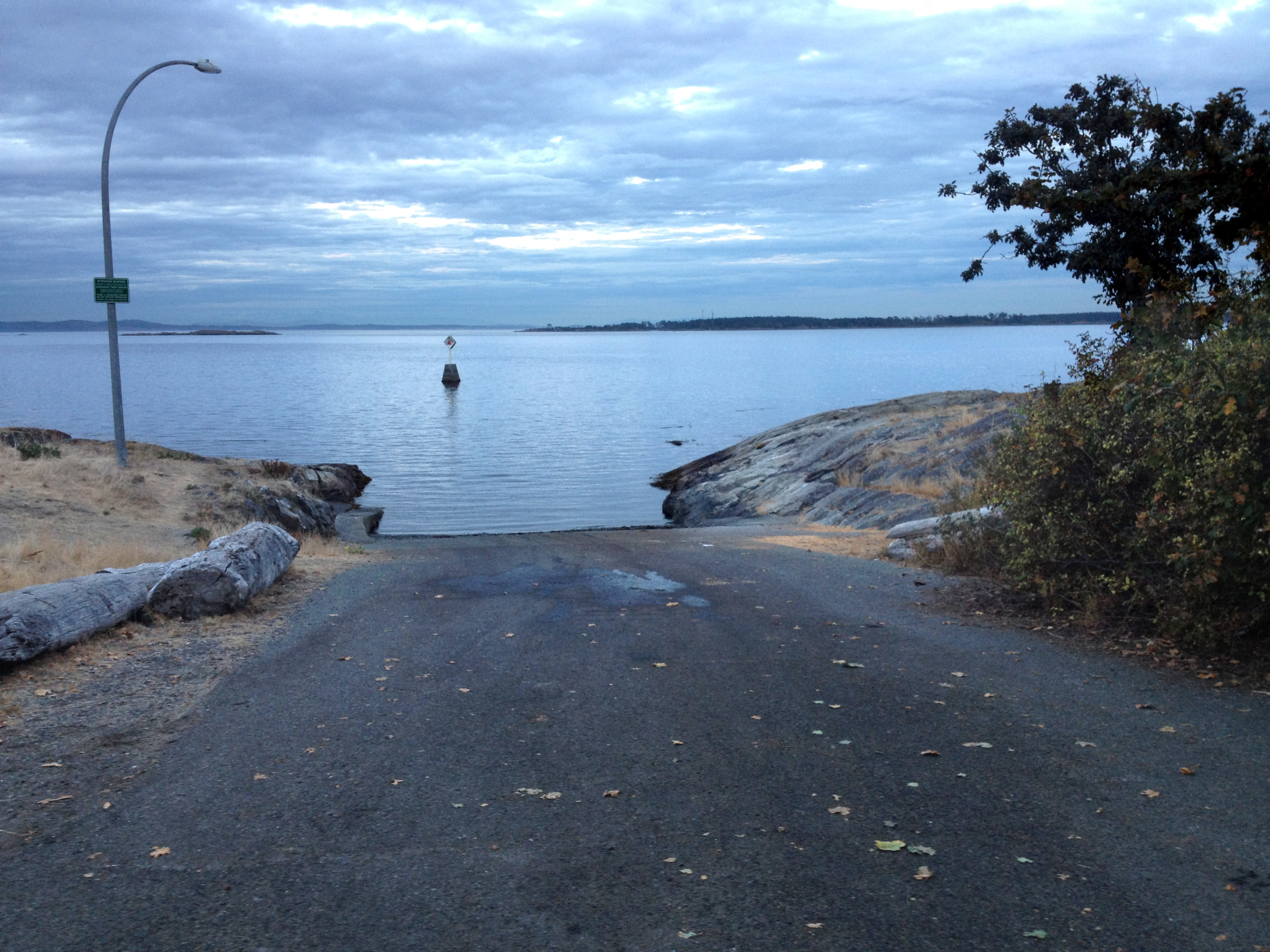
طريق خرساني في كندا لمقطورات الغواصات.

منزلق هو منحدر على الشاطئ بحيث يمكن تنفيذ عملية نقل للسفن أو القوارب أو الغواصات من وإلى الماء. كما تستخدم لبناء وإصلاح السفن والقوارب، ولإطلاق واستعادة القوارب الصغيرة على المقطورات التي تجرها السيارات والقوارب الطائرة على عدة الهبوط. 
كما تشير كلمة «انزلاق»، يتم نقل السفن أو القوارب فوق المنحدر، بواسطة رافعة أو رافعة شوكية. قبل عملية النقل، يتم طلاء هيكل السفينة باستخدام الشحوم، مما يسمح للسفينة أو القارب «بالنزول والانزلاق» من المنحدر والتقدم بأمان نحو الماء. تستخدم المنزلقات في إطلاق السفن الكبيرة (التي تم بناؤها حديثًا). 
إن سحب السفن الكبيرة نحو المنحدر المدهون يتطلب الكثير من القوة. لذلك، بالنسبة للسفن الكبيرة يجب استخدام العربات ابعجلات أو منصات تحميل. تسمى هذه الأنواع من منشآت الإرساء الجاف «السكك الحديدية البحرية». 

## منزلقات بسيطة

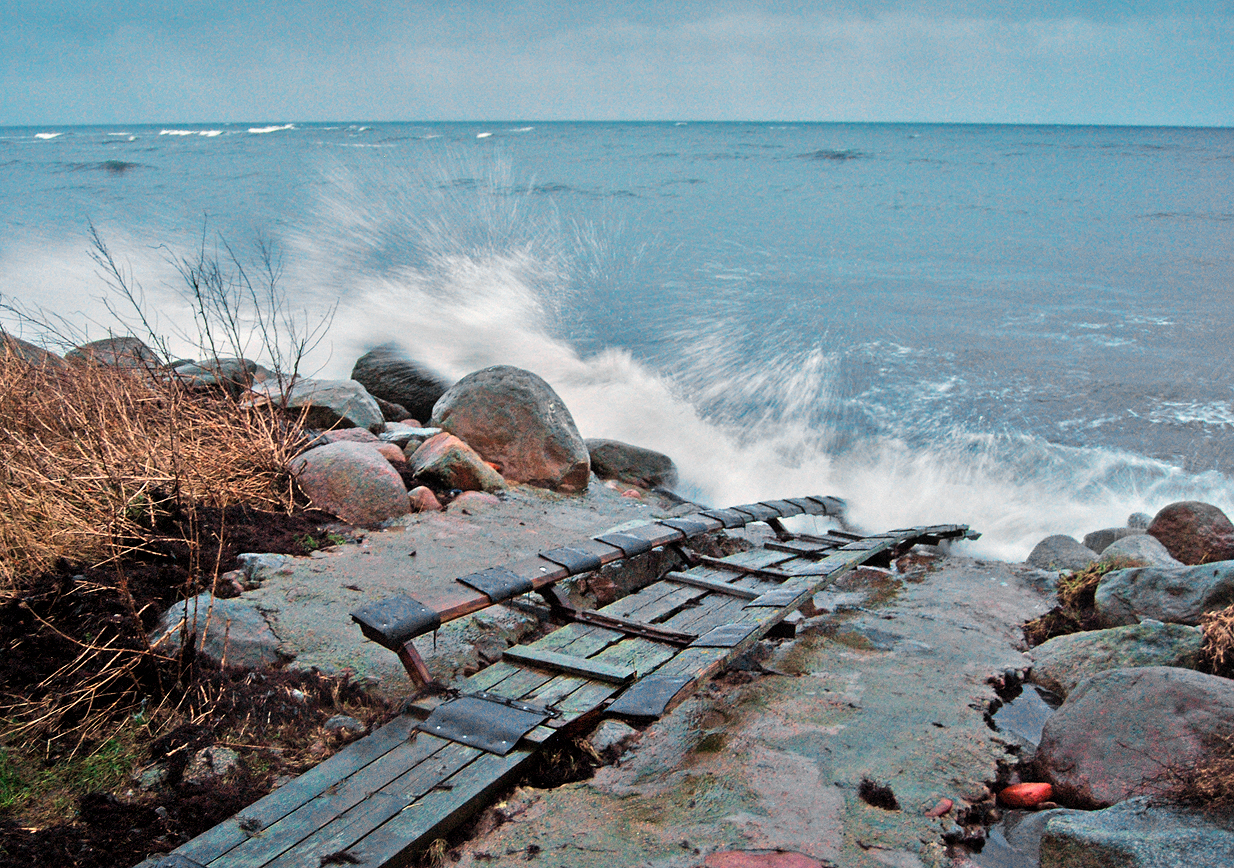
منزلق قديم وبسيط للقوارب الصغيرة. يستاد/السويد

بأبسط أشكاله، يكون المنزلق منحدرًا عاديًا، وعادة ما يكون مصنوعًا من الخرسانة أو الصلب أو الحجر أو حتى الخشب. يمكن أن يحد ارتفاع المد والجزر من قابلية الاستخدام للانزلاق: ما لم يظل المنحدر أقل بكثير من مستوى المياه المنخفض، فقد لا يكون قابلاً للاستخدام عند انخفاض المد. عادة هناك منطقة معبدة مسطحة في الطرف الأرضي. 
عادةً ما تكون سفن صيد الحيتان مجهزة بمأخذ للانزلاق في الخلف للمساعدة في نقل الحيتان الحربة على سطح السفينة الرئيسي، حيث يتم غسلها عادةً. 

## المنزلقات في بناء السفن

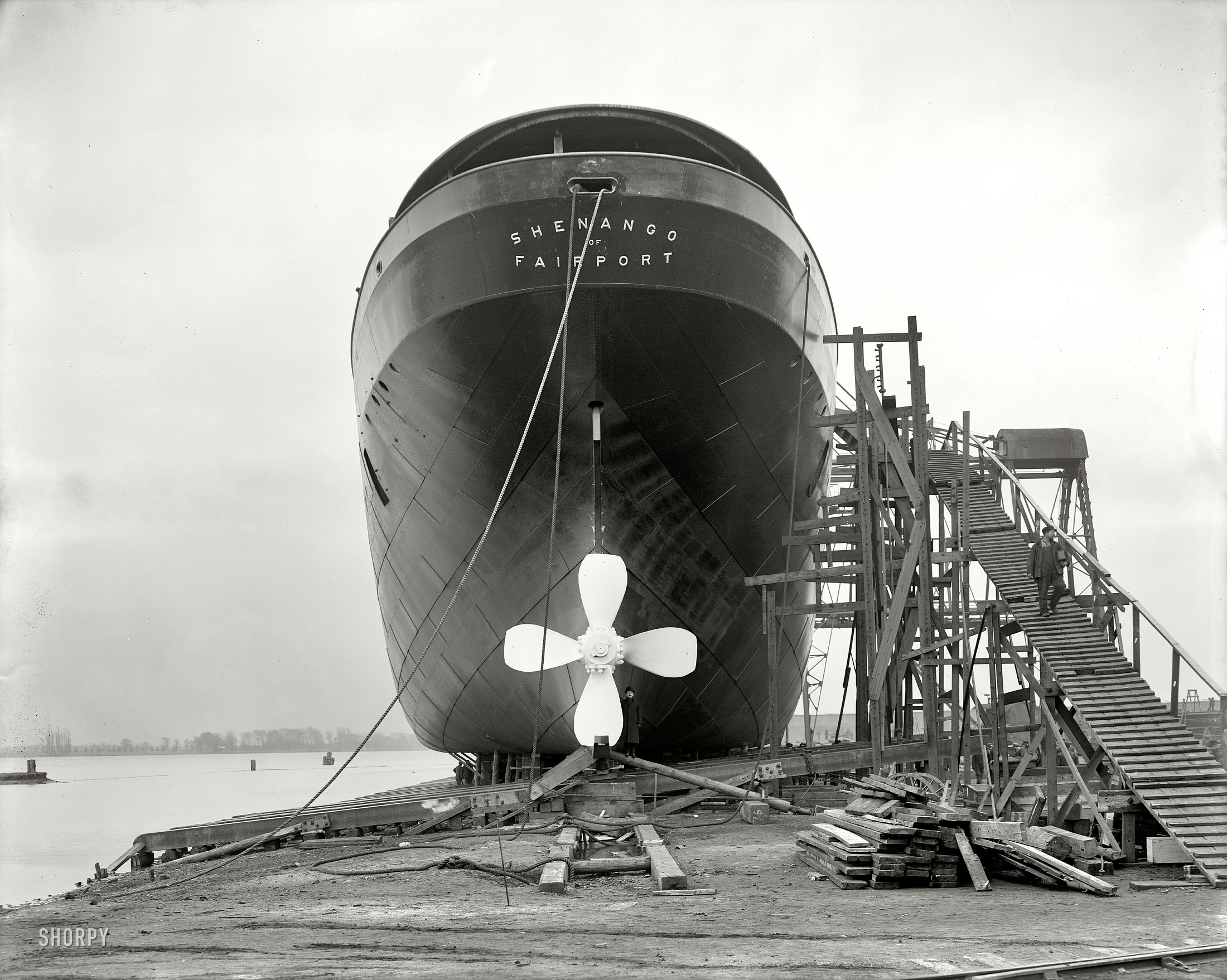
سفينة شحن شينانغو في بحيرة متوازية في عام 1909.

للسفن الكبيرة، يتم استخدام المنزلقات فقط في عملية بناء السفينة. يمكن ترتيبها بشكل متوازٍ أو عمودي على خط الشاطئ (أو تقريبًا كما يسمح به الماء والحد الأقصى لطول جسم السفينة). عند الإطلاق، تنزلق السفينة على المنزلق إلى أسفل حتى تطفو بمفردها. تُعرف عملية نقل السفينة إلى الماء باسم الإطلاق وعادة ما تكون مناسبة احتفالية. هذه هي النقطة التي يتم فيها تسمية السفينة رسميًا. عند هذه النقطة، يكون الهيكل مكتملًا، وتكون المراوح والعواميد المرتبطة بها في مكانها، ولكن ربما لم يتم تركيب المحركات أو قد لا يتم إكمال البنية الفوقية وهذا يعتمد على عمق الماء والثبات والوزن. 